# Ретов синдром
Ретов синдром је прогресиван развојни неуролошки поремећај који се манифестује променама у области когнитивних, комуникативних, моторних и вегетативних функција. Јавља се искључиво код деце женског пола и одликују га стечена микроцефалија (абнормално малена глава), ментална ретардација, аутистично понашање, атаксија, карактеристични стереотипни покрети руку и губитак њихове функције, као и поремећај коштано-зглобног система што временом доводи до тешког инвалидитета.
Постојање латентног периода у првим месецима или годинама живота, након чега следе периоди стагнације и регресије развоја, највећим делом испољених у областима комуникације и социјалне адаптације, разлог су сврставања овог синдрома у групу неаутистичних первазивних развојних поремећаја.

## Историја
Неуропсихијатар Бенгт Хагберг из Гетеборга је први уочио неколико случајева овог обољења током шездесетих година 20. века и назвао га „Morbus Vesslan“, према надимку једне од својих пацијенткиња. Године 1966, професор др Андреас Рет из Беча је објавио први извештај о овом синдрому код 31 девојчице. У међувремену, независно од њега, сличну студију је објавила и група јапанских научника.
На састанку Европске федерације Удружења за дечју неурологију 1980. године, Хагберг је представио 16 случајева ове болести, а том приликом су своје извештаје презентовали и Карин Диаз из Лисабона и Жан Аикарди из Париза. Три године касније, ова група аутора је објавила заједнички извештај о 35 девојчица са поремећајем (из Шведке, Португалије и Холандије), и први пут су га назвали Ретовим синдромом. Године 1984, дефинисани су дијагностички критеријуми синдрома, који су послужили као основ за даљу елаборацију основних, допунских и искључујућих критеријума болести.
Међународна асоцијација за Ретов синдром (енгл. IRSA) је формирана 1984, а у Србији је 1995. године основано удружење особа оболелих од овог синдрома.

## Етиологија
Ретов синдром је генетски поремећај. То је релативно чест интелектуални и физички хендикеп, који се јавља код женске деце у 1 од 10.000 случајева. Испитивања су показала да оболели од Ретовог синдрома имају мутацију или грешку на MECP2 гену (лат. methyl-CpG binding protein-2) хромозома X (икс).
Према подацима Међународне асоцијације за Ретов синдром из 2004. године, од ове болести су у свету боловале 3.042 особе од којих је 2.043 дијагностиковано у САД.

## Клиничка слика
Типична историја болести пацијента са овим синдромом подразумева нормалан анте- пери- и рани постнатални период. У узрасту између 6 и 18 месеци се јавља стагнација у развоју, која се нарочито испољава у области моторних функција. Ова фаза развоја болести често пролази неопажено.
Неколико недеља или месеци након тога јављају се знаци регресије: девојчица губи до тада стечене способности, првенствено на плану комуникације и социјалних интеракција. Број до тада научених речи се смањује, ретко или никако се не одазива на позив, губи интерес за контакт са родитељима и околином, као и интерес за игру. Контакт погледом постаје редак и кратак. Девојчица је затворена у свом свету и њено понашање је веома слично понашању аутистичних пацијената.
У овој фази, чести су емоционални поремећаји – изненадни и наизглед безразложни напади дуготрајног плакања, вриштања или смејања. Ритам спавања је поремећен. У почетку неупадљиво и ретко, али временом све чешће и израженије, се јављају стереотипни покрети рукама у виду тапшања, гњечења дланова, стављања прстију у уста или уплитања прстију, што убрзо постаје доминантна невољна активност. Истовремено, функција хватања постаје све лошија: девојчица граби предмете целом шаком, релативно кратко их задржава и испушта или баца.
Уколико је проходала, ход постаје атаксичан (тетурав), а атаксија трупа се запажа и у стојећем и седећем ставу. Поремећај ритма дисања може да буде присутан од самог почетка развоја синдрома или настаје касније. Најупадљивији су хипервентилација, кризе апнеје и форсирано издувавање ваздуха. У овој фази, контакт погледом се продужава и интензивира и често је праћен осмехом. Пацијенткиње јасно показују изразе задовољства и незадовољства.
Поремећај симпатичке инервације испољава се променама периферне циркулације и трофичким променама на екстремитетима, претежно ногама. Стопала оболелих су мала, хладна и ливидна. Иако се девојчице рађају са нормалним обимом лобање, сматра се да већ од другог месеца раст лобање почиње да стагнира. Микроцефалија умереног степена карактеристика је Ретовог синдрома у старијем узрасту. Телесни раст је такође успорен, што постаје нарочито уочљиво у касном детињству и адолесценцији. Иако девојчице са Ретовим синдромом имају изражене проблеме са исхраном (жвакање и гутање је отежано, цревна перисталтика успорена, чести су метеоризам и опстипације) ретардација раста се не сматра последицом недовољног и неадекватног уноса калорија. Епилептичке кризе, различитог изгледа и учесталости, присутне су код око 70-80% оболелих.
Након неколико година или деценија, моторни и коштано-зглобни поремећаји узнапредују до те мере да оболела особа постаје потпуно непокретна и везана за колица. У овом стадијуму поремећаја, стереотипије рукама се смањују, руке су најчешће мирне и спојене испред груди или испод браде; хипервентилација је слабије изражена или одсутна; епилептички напади се проређују или потпуно нестају. На хипомимичном лицу је присутан још само интензиван поглед, иако са успореном фиксацијом.
У целини, одрасла особа са Ретовим синдромом је непокретна, телесно недовољно развијена, са израженим деформитетима кичменог стуба и претежно доњих екстремитета, дубоко ментално ретардирана и сл.

## Смртност
Иако Хагберг 1993. наводи случај 68-годишње жене са Ретовим синдромом, животни век оболелих најчешће износи 40-50 година. Описани су и случајеви изненадне смрти у првој и другој деценији живота. Према испитивањима групе шкотских аутора, од укупног броја умрлих пацијената, смрт је била природна у 13% случајева, настала је у току епилептичких напада такође у 13% случајева, а у 26% случајева је била изненадна. Као могући узрок наводи се поремећај регулације кардиоваскуларних и респираторних функција.

## Дијагноза
Дијагноза је клиничка и утврђује се на основу знакова и понашања пацијента. Данас се у многим случајевима потврђује допунским методама: биохемијска испитивања урина, крви и цереброспиналне течности, неурофизиолошка испитивања (електроенцефалографија, анализа стадијума спавања, испитивања евоцираних потенцијала, електромиографска испитивања, офталмолошки прегледи и др), снимање мозга (компјутеризована томографија, магнетна резонанца, волуметријске и планиметријске квалитативне анализе), патофизиолошка, неурохемијска, патоанатомска, патохистолошка и генетичка испитивања.

### Дијагностички критеријуми
Неопходни критеријуми
- привидно нормалан анте-, пери- и постнатални период,
- привидно нормалан психомоторни развој током првих 5-6 месеци живота,
- нормалан обим лобање новорођенчета,
- успорени раст лобање између 3. месеца и 3. године живота,
- губитак стечених способности,
- појава изражене менталне ретардације,
- сукцесивни развој интензивних стереотипија руку,
- поремећаји држања тела код покретних пацијенткиња.

Допунски критеријуми
- поремећаји дисања,
- абнормалности можданих таласа,
- епилепсија,
- знакови спазма (грчева) и/или дистоније (поремећај тонуса мишића),
- смањивање мишићне масе,
- периферни вазомоторни поремећаји,
- сколиоза неурогеног типа,
- мала, хипотрофична, хладна стопала,
- успорење телесног раста.

Искључујући критеријуми
- органомегалија (увећање органа),
- ретинопатија или оптичка атрофија,
- микроцефалија на рођењу,
- постојање метаболичког или другог хередодегенеративног обољења,
- стечени неуролошки поремећај,
- ретардација раста плода током трудноће,
- перинатална траума мозга.[4]

## Стадијуми развоја болести
Стадијуме развоја Ретовог синдрома су описали Хагберг и Вит-Енгерсторм 1986. године, а Вит-Енгерсторм је извршила допуну ове поделе 1990. године:
- Стадијум I (рана стагнација развоја) се јавља у узрасту од 6 до 18 месеци живота и траје до неколико месеци;
- Стадијум II (нагла регресија развоја) се јавља у узрасту од 1 до 4 године живота и траје до годину дана;
- Стадијум III (псеудостационарни период) траје од неколико година до неколико деценија;
- Стадијум IV (касна моторна детериорација) траје неколико деценија:
  - Стадијум IVа обухвата пацијенте који су имали способност ходања,
  - Стадијум IVб обухвата особе које ту способност нису имале.

## Лечење
Као и код већине развојних поремећаја, специфично медикаментно лечење Ретовог синдрома не постоји. Постојали су покушаји лечења применом неуролептика, антипаркинсоника, моноамина и њихових прекурсора, бета-блокатора, налтрексона, магнезијума и литијума, али нису постигнути значајнији резултати.
Физикална терапија је један од основних облика третмана и она треба да се спроводи континуирано. Масажа, извођење пасивних и активних вежби стимулише периферну циркулацију, одржавање пуног опсега покрета у зглобовима, одлаже настанак контрактура и деформитета итд.